# Ivan Makarovič (1861)
Ivan Makarovič (tudi Janez Makarovič), slovenski učitelj, prosvetni delavec, rodoljub in čebelar, * 30. april 1861, Goljevica, Avstro-Ogrska, † 1. april 1957, Trst.
Po maturi na učiteljišču v Kopru leta 1880 je služboval v Čepovanu, Kromberku ter bil leta 1898 kot nadučitelj premeščen v Jelšane. Tu je služboval več kot 35 let in pustil močan pečat na generacijah učencev. Poleg učiteljskega dela se je aktivno udejstvoval v kulturnem delu ter več let poučeval petje in vodil Čitalnico oziroma Prosvetno društvo v Jelšanah in bil njen drugi predsednik. Bil je tudi med ustanovitelji in odbornik podružnice Družbe sv. Cirila in Metoda v Podgradu ter član Učiteljskega društva za Voloski okraj. Ivan Makarovič se je poleg prosvetnega dela ukvarjal tudi s čebelarstvom.
Po nastopu fašizma v Italiji je Ivan Makarovič kot rodoljub kmalu prišel v spore z oblastmi in je bil tako kot mnogi iz slovenskega okolja leta 1925 premeščen v Trst, kasneje je živel tudi v Gorici. V Trstu je umrl leta 1957 v starosti 96 let.
Ivan Makarovič je bil poročen trikrat in je imel 10 otrok. Od njegovih sinov sta očetu kot učitelja sledila Vladimir Makarovič, učitelj v Korinju in Lučinah ter Slavoj Makarovič, učitelj v Rižani in Pasjaku (danes Hrvaška).